# Moritzplatz (stacja metra)
Moritzplatz – stacja metra w Berlinie na linii U8, w dzielnicy Kreuzberg, w okręgu administracyjnym Friedrichshain-Kreuzberg. Stacja została otwarta w 1928.